# Frank J. Landy
Frank J. Landy (* 30. Dezember 1942 in Philadelphia; † 12. Januar 2010) war ein US-amerikanischer Psychologe und Hochschullehrer für Arbeits- und Organisationspsychologie an der Pennsylvania State University. In seiner Forschung befasste er sich vorwiegend mit Personalauswahl, Beratung und der Gewährleistung von fairen Beschäftigungspraktiken. Seine Karriere war aufgeteilt in Forschung, Lehre, Verfassen von Texten und Zeitschriften sowie aktive Beratung.

## Leben und Werdegang
Frank J. Landy wurde 1942 in Pennsylvania, Philadelphia als zweites von 3 Kindern geboren. Er war der einzige Sohn der Arbeiterfamilie. Landys Vater war Installateur und seine Mutter erst Sekretärin und dann Pflegekraft. Landy bezeichnete sich in seiner Autobiographie selbst als klassisches schwieriges Schulkind. Er war oft wegen trivialer Dinge in Schwierigkeiten und absolvierte seine Schulanfangszeit ohne großen Aufwand. Seine Eltern wollten ihn als erste Person überhaupt innerhalb seiner Familie auf das College schicken. Dafür wurde Frank an eine Art Vorbereitungsschule geschickt. Es handelte sich um eine Jesuitenschule, in welcher Frank nach eigenen Angaben von den Priestern und Ordensbrüdern intellektuell zerpflückt und wieder zusammengesetzt wurde. 4 Jahre in der High-School verlangten Landy viel ab – er spricht von der herausforderndsten Zeit seines Lebens. Das College war für ihn noch keine Motivation. Landy war eher mit zahlreichen Nebenjobs beschäftigt als sich mit der Schule auseinanderzusetzen. Er arbeitete als Installateur, Garagenmechaniker, Briefsortierer, Schnellgerichte-Koch, Tellerwäscher, Bagel-Lieferant, Autoteile-Lieferant, Autoverleih-Mitarbeiter und hatte noch viele andere Jobs. Landy war zu dieser Zeit sehr schnell gelangweilt und was ihm am meisten Spaß machte, war einfache harte Arbeit.
Landy begann im November 1960 ein Studium in Maschinenbau. Nach einem Jahr hatte er nicht einen einzigen der in diesem Jahr erforderlichen Kurs bestanden. Zwei Kurse wollte er im Sommer noch nachholen, fiel aber erneut durch. Ungeachtet seiner schlechten Noten im Studium fühlte sich Landy bei der Studentenverbindung der Maschinenbauer sehr wohl. Seine Eltern freuten sich darüber, dass er neue Freunde gefunden hatte. Landy feierte gerne und genoss sein Studentenleben („I spent most of the Spring semester sleeping on the floor of the closet of my “pledge master” – as well as in my required classes.“). Nachdem er zum Dekan bestellt wurde, fragte ihn jener, ob er sein Studium selbst ausgewählt hätte, oder ob seine Eltern für ihn dieses Studium ausgesucht hätten. Er entgegnete nur, dass seine Eltern vermutlich immer Ingenieure werden wollten. Der Dekan schlug daraufhin vor, seinen Freund, den Dekan der geisteswissenschaftlichen Fakultät um eine Umschreibung zum Studienfach Psychologie an der Villanova University zu bitten. Landy akzeptierte enthusiastisch die Psychologie als sein neues Hauptfach weil es sich gut anhörte (und einfach). An Abschlussklausur der Einführungsveranstaltung scheiterte er zuerst zweimal. Danach begann er ernsthaft zu lernen und erhielt beim dritten Termin ein „Sehr Gut“. Daraufhin fragte ihn der Vortragende nur woher er die Ergebnisse der Klausur herbekommen hatte. Während seiner Studienzeit im Fach der Psychologie machte Landy zuerst ähnliche Fortschritte wie im Studienfach Maschinenbau. Der Dekan wollte Landy dazu bewegen, die Universität zu verlassen, was er in zahlreichen Gesprächen jedes Semester wiederholte. 1964 schloss Landy trotzdem das Studium der Psychologie ab. Als er 1975 zurückkehrte, um seiner Frau und seinen Kindern seine frühere Universität zu zeigen, besuchte er den Dekan, welcher mittlerweile Präsident der Universität war. Der Präsident wollte Landy´s Abschluss seinen Errungenschaften zuweisen und sagte, dass dies sein Verdienst sei. Landy spielte mit und bejahte diese Annahme. Obwohl beide wussten, dass es sich hierbei um Blödsinn handelte, stimmten sie sich gegenseitig zu und die Sache war erledigt. 
Landy inskribierte also in ein Studium der Psychologie an der Villanova University in Pennsylvania, welches er 1964 mit einem Bachelor abschloss. Danach bewarb sich Landy für einen Assistenzposten an der Universität. Da dieser jedoch für eine Frau ausgeschrieben wurde, und die verantwortlichen Personen dachten er heiße Frances und wäre eine Frau, wurde er abgelehnt. Noch am selben Tag begann er einen Job, in dem er in einem Restaurant Hühnchen frittierte. Sein erstes Semester finanzierte sich Landy mit 3 Nebenjobs welche Ihm erlaubten seine Studiengebühren und sein Heim leisten zu können. Der Posten als Assistenzprofessor würde erst nächstes Kahr wieder ausgeschrieben werden. Falls also kein bereits bestehender Assistenzposten ausfallen würde, hätte Frank keine Chance vorher einen zu bekommen. Tatsächlich verließ ein Assistenzprofessor unerwartet die Universität und der Dekan bat Landy um ein Gespräch. Frank Landy bekam die Assistenzstelle, obwohl er sie eigentlich nicht hätte bekommen können, da dafür keine Note schlechter als eine 2 hätte sein sollen. Jedoch waren zum Zeitpunkt seiner Anstellung noch 2 Noten nicht eingetragen – es waren zwei 3er.
1966 erlangte er einen Masterabschluss und 1969 einen Doktorgrad an der Bowling Green State University. Nach seinem Studium erhielt Landy an der psychologischen Fakultät der Pennsylvania State University eine feste Anstellung. Er startete seine universitäre Karriere mit einer Einführungsveranstaltung in Organisationspsychologie. 1970 wurde er offiziell zum Assistenzprofessor der psychologischen Fakultät erklärt, weil ein Organisationspsychologe namens Kinsley Smith die Pension antrat und Landy den Posten bekam. Während seiner 26-jährigen Beschäftigung an dieser Universität trug er maßgeblich dazu bei, eine der renommiertesten Abteilungen der Arbeits- und Organisationspsychologie der USA aufzubauen.
Noch während seiner Tätigkeit an der Pennsylvania State University gründete er „Landy, Jacobs and Associates Inc“. Im Jahr 1988 wurde seine Firma an das internationale Unternehmen „Saville & Holdsworth“ (SHL) verkauft. Landy arbeitete bis 2005 weiter für dieses Unternehmen. 2007 gründete er die Beratungsfirma „Landy Litigation Support Group“, einem Expertendienstleistungsunternehmen, das Organisationen des privaten und öffentlichen Sektors, Anwaltskanzleien und Regierungsbehörden in Fragen im Zusammenhang mit Diskriminierung am Arbeitsplatz und menschlichem Verhalten unterstützt. Er hielt an verschiedensten Universitäten rund um den Globus Vorträge über Arbeitspraktika. Ein internationales Netzwerk bot ihm eine Basis für Beratungsaktivitäten in multinationalen Konzernen. Seine Beraterkarriere startete er 1965, indem er eine Reihe von Organisationen dabei unterstützte, psychologische Forschung zur Lösung von Problemen in den Bereichen Personalmanagement, Mitarbeiterbeziehungen und Mitarbeitermotivation einzusetzen.
Wichtig war auch Landys Tätigkeit als Sachverständiger - er hat in 25 Jahren Praxis in über 50 staatlichen und bundesstaatlichen gerichtlichen Fällen ausgesagt. In diesen Prozessen ging es hauptsächlich um Fälle, die Vorwürfe wegen Rassen-, Geschlechts- und Altersdiskriminierung sowie Probleme mit menschlichen Faktoren wie Produktwarnschilder und -etiketten, Unfälle und Produktmängel betreffen. In seiner Eigenschaft als Sachverständiger wurde er vom Justizministerium, EEOC und vielen privaten Arbeitgebern beauftragt und war auch Teil von Gruppen auf politischer Ebene, die für die Ausarbeitung, Überarbeitung und Auslegung von Bundesgesetzen (Americans with Disabilities Act, Age Discrimination in Employment Act, Civil Rights Act von 1991) sowie professionelle Richtlinien für faire Beschäftigung (SIOP-Prinzipien und APA-Standards) zuständig waren. Im Rahmen seiner juristischen Tätigkeit betonte Landy, dass gute Wissenschaft eine solide Grundlage für qualitativ hochwertige Berufspraxis in Organisationen sein kann und diente daher in vielen Fällen als Botschafter der Psychologie als Wissenschaft. Landy war verheiratet mit Kylie Harper und hatte zwei leibliche Töchter und angeheirateten Sohn.

## Beratung
Als Psychologe im Bereich der Arbeitspsychologie war Frank Landy auch oftmals in der Beratung tätig. Er vertrat die Ansicht, dass die Kunst der Beratung darin bestünde, dass die Prinzipien einer effektiven Beratung für jede Person unterschiedlich funktionieren, daher müsse man beim Einsatz von Beratungstechniken vorsichtig sein.
Landy formulierte 10 Vorschläge für eine gute und effektive Beratung:
1. Kunden haben oft recht.
2. Es gibt Dinge, von denen Sie wissen, dass Sie nicht viel darüber wissen: Wir sollten nicht so tun, als wüssten wir etwas vor einem Kunden, aber wir müssen unsere Hilfe anbieten, jemanden zu finden, der mehr über einen bestimmten Bereich weiß.
3. Seien Sie der Ansprechpartner, an die sich Kunden gerne wenden: Kunden suchen oft keine Antwort, sondern nur eine objektive Meinung.
4. Haben Sie eine Geschichte: Es ist gut, dass Kunden etwas über unsere Interessen und unsere Erfahrungen außerhalb der Arbeit wissen.
5. Seien Sie erreichbar: Sie müssen E-Mails und Anrufe spätestens innerhalb von zwei Tagen beantworten.
6. Seien Sie auf die Frage nach Geld und Zeit vorbereitet: Diese Frage muss sofort beantwortet werden und der Kunde die beste Bewertung erhalten.
7. Seien Sie selbstbewusst: Manchmal sind wir überrascht, dass uns jemand als Berater ausgewählt hat, aber das dürfen wir nicht zeigen.
8. Wir müssen eine respektvolle Haltung gegenüber dem Wettbewerb haben.
9. Rufen Sie den Kunden in einer ungewöhnlichen Situation an: Kunden möchten das Gefühl haben, etwas Besonderes zu sein und dass der Berater auch außerhalb der Arbeitszeit an sie denkt.
10. Man kann nicht immer bekommen, was man will: Es ist wichtig zu wissen, dass Arbeit manchmal eintönig wird, weil sich Situationen (Arbeitsanalysen) wiederholen, aber es ist wichtig, den Enthusiasmus aufrechtzuerhalten.[7]

## Forschung
Landy war ein Mitglied in mehreren professionellen Organisationen und wurde vielfach für seine überragenden Leistungen in diesem Feld ausgezeichnet. In dieser Zeit und darüber hinaus publizierte er zahlreiche psychologische Fachartikel und Bücher (insbesondere im Bereich der Arbeitnehmer-Diskriminierung), als auch Lehrbücher im Bereich der Arbeits- und Organisationspsychologie. Landy sagte zudem in über 50 gerichtlichen Verhandlungen bezüglich Arbeitnehmer-Diskriminierung aus.
In seiner aktiven Zeit als Forscher arbeitete er unter anderem mit Universitäten wie der University of California, der Stanford University, der University of New York, der Universität Stockholm, der Universität Göteborg, der Universität Cluj-Napoca (Rumänien), der Universität Ljubljana (Slowenien) und der Colorado State University zusammen.
In der Zeit von 1990 bis 1991 war Landy Mitglied von fünf APA-Abteilungen und wurde 1992 zum Präsidenten der SIOP (Society for Industrial and Organisational Psychology) ernannt. Landy erhielt mehrfach Auszeichnungen wie etwa 1980 den Cattell Award für Excellence in Research Planning, 1998 den M. Scott Myres Award für Applied Workplace Research oder auch 2004 den Distinguished Distributions Award. Franks Forschung wurde von Bundesbehörden wie dem Justizministerium, dem Arbeitsministerium, der Equal Employment Opportunity Commission (EEOC), der Nuclear Regulatory Commission und dem Landwirtschaftsministerium finanziert. 1994 emeritierte er und setzte sich zur Ruhe.
Core Self-Evaluation (CSE)
Ein vielversprechendes Konzept, welches sich Landy in seinem Werk Work in the 21st Century: An Introduction to Industrial and Organizational Psychology postuliert, ist die sogenannte zentrale Selbstbewertung. Den Begriff „Evaluation“ ist in der Wissenschaft durchaus bekannt – er bedeutet so viel wie Einschätzung oder Erforschung. Selbst stelle man sich oft fragen wie: „Was bin ich wert? Was kann ich bewirken? Wie sehr kann ich mich und meine Umwelt kontrollieren und wo fühle ich mich ausgeliefert? Wie normal oder verrückt, wie neurotisch bin ich?“ Arbeitspsychologen wie Landy fassen die vier Bereiche Selbstwertgefühl (Self-Esteem), Selbstwirksamkeit (Self-Efficacy), Ort der Kontrolle (Locus of Control) und Neurotizismus (Neuroticism) unter dem Begriff „Zentrale Selbstbewertung“ (Core Self-Evaluation, CSE) zusammen. Ein hoher Grad an Selbstachtung, ein gutes Gefühl von Selbstwirksamkeit und ein geringer Grad an Neurotizismus machen das Leben leichter und sorgen unter anderem für Erfolg im Beruf, sagen die Arbeitspsychologen.
Falls man keine hohen CSE-Werte hat, sollte man nicht verzweifeln: Selbstzweifel, Gefühle der Hilflosigkeit oder Neurotizismus sind menschlich. Hier gilt es, realistisch zu bleiben und auch die eigenen Schwächen zu bejahen. Man kann trotz großer Schwächen erfolgreich sein. Unangenehm wird es für einen selbst und andere immer an den Stellen, an denen man die eigenen Schwächen nicht bemerkt oder sie überspielt und verstecken will.

## Sonstiges
Landy war weiters für seine Passion für Ausdauersport bekannt. In seiner Zeit als Läufer nahm er an über 60 Marathons teil sowie an diversen Lauf-Veranstaltungen der SIOP-Konferenz. Am 29. April 2022 jährte sich der so genannte Frank Landy 5k Fun Run zum 30. mal. Dabei wurde eine alte Tradition der SIOP-Konferenz wieder belebt. Die 5 Kilometer lange Lauf-Veranstaltung fand in Seattle statt und führte entlang des Lake Union vom South Ship Canal Trail bis zum Lake Union Park. Der Lauf fand im Rahmen der jährlichen SIOP Konferenz statt, welche zuletzt von 27. bis 30. April 2022 abgehalten wurde. Landy war ein begeisterter Gitarrenspieler und spielte und sang bei öffentlichen Veranstaltungen. Landy verstarb am 12. Januar 2010 im Alter von 67 Jahren.

## Schriften (Auswahl)
- The Psychology of Work Behavior (1976)
- The Psychology of Work Behavior – Revised Edition (1980)
- The Psychology of Work Behavior (1985)
- mit James L. Farr: The Measurement of Work Performance (1983)
- mit Sheldon Zedeck und Jeanette Cleveland: Performance Measurement and Theory (1983)
- Psychology: The Science of People (1984)
- Psychology of Work Behavior. Students Workbook (1985)
- Psychology of Work Behavior. Instructor’s Manual (1985)
- Readings of Industrial and Organizational Psychology (1986)
- mit Jeffrey J. Conte: Work in the 21st Century: An Introduction to Industrial and Organizational Psychology (2004)
- Employment Discrimination Litigation: Behavioral, Quantitative, and Legal Perspectives (2005)